# Promachus albicinctus
Promachus albicinctus là một loài ruồi trong họ Asilidae. Promachus albicinctus được Ricardo miêu tả năm 1900. Loài này phân bố ở vùng nhiệt đới châu Phi.